# Internazionali di Tennis di Baviera 2024
Gli Internazionali di Tennis di Baviera 2024, ufficialmente BMW Open per motivi di sponsorizzazione, è stato un torneo di tennis giocato sulla terra rossa. È stata la 108ª edizione del torneo facente parte dell'ATP Tour 250 nell'ambito dell'ATP Tour 2024. Si è giocato al MTTC Iphitos di Monaco di Baviera, in Germania, dal 15 al 21 aprile 2024.

## Partecipanti al singolare

### Teste di serie
| Nazionalità | Giocatore             | Ranking* | Testa di serie |
| ----------- | --------------------- | -------- | -------------- |
| Germania    | Alexander Zverev      | 5        | 1              |
| Danimarca   | Holger Rune           | 7        | 2              |
| Stati Uniti | Taylor Fritz          | 13       | 3              |
| Germania    | Jan-Lennard Struff    | 25       | 4              |
| Canada      | Félix Auger-Aliassime | 35       | 5              |
| Regno Unito | Jack Draper           | 39       | 6              |
| Germania    | Dominik Koepfer       | 54       | 7              |
| Kazakistan  | Aleksandr Ševčenko    | 55       | 8              |

* Ranking all'8 aprile 2024.

#### Altri partecipanti
I seguenti giocatori hanno ricevuto una wildcard per il tabellone principale:
- Rudolf Molleker
- Max Hans Rehberg
- Marko Topo

I seguenti giocatori sono entrati nel tabellone principale passando dalle qualificazioni:

- Francesco Passaro
- Ivan Gachov
- Marc-Andrea Hüsler
- Alejandro Moro Cañas

#### Ritiri
Prima del torneo
- Marcos Giron → sostituito da  Vít Kopřiva
- Jakub Menšík → sostituito da  Dominic Thiem
- Andy Murray → sostituito da  Jurij Rodionov
- Dino Prižmić → sostituito da  Camilo Ugo Carabelli

## Partecipanti al doppio

### Teste di serie
| Nazione     | Giocatore         | Nazione     | Giocatore       | Ranking* | Testa di serie |
| ----------- | ----------------- | ----------- | --------------- | -------- | -------------- |
| Germania    | Kevin Krawietz    | Germania    | Tim Pütz        | 26       | 1              |
| Stati Uniti | Nathaniel Lammons | Stati Uniti | Jackson Withrow | 50       | 2              |
| Belgio      | Sander Gillé      | Belgio      | Joran Vliegen   | 58       | 3              |
| Uruguay     | Ariel Behar       | Rep. Ceca   | Adam Pavlásek   | 81       | 4              |

* Ranking all'8 aprile 2024.

### Altri partecipanti
Le seguenti coppie di giocatori hanno ricevuto una wildcard per il tabellone principale:
- Henri Haupt /  Marko Topo
- Andreas Mies /  Jan-Lennard Struff

La seguente coppia di giocatori è entrata in tabellone con il ranking protetto:
- Marcus Daniell /  Philipp Oswald

La seguente coppia di giocatori è entrata in tabellone come alternate:
- Jakob Schnaitter /  Mark Wallner

### Ritiri
Prima del torneo
- Kevin Krawietz /  Tim Pütz → sostituiti da  Jakob Schnaitter /  Mark Wallner
- Marcos Giron /  Evan King → sostituiti da  Robert Galloway /  Evan King

## Punti
| Evento    | V   | F   | SF  | QF | 2T   | 1T | Q    | Q2   | Q1   |
| Singolare | 250 | 165 | 100 | 50 | 25   | 0  | 13   | 7    | 0    |
| Doppio    | 250 | 150 | 90  | 45 | N.D. | 0  | N.D. | N.D. | N.D. |

## Montepremi
| Evento    | V        | F        | SF       | QF       | 2T       | 1T      | Q2      | Q1      |
| Singolare | 88 125 € | 51 400 € | 30 220 € | 17 510 € | 10 165 € | 6 215 € | 3 105 € | 1 695 € |
| Doppio*   | 30 610 € | 16 380 € | 9 600 €  | 5 370 €  | N.D.     | 3 160 € | N.D.    | N.D.    |

*per team

## Campioni

### Singolare
Jan-Lennard Struff ha sconfitto in finale  Taylor Fritz con il punteggio di 7-5, 6-3.
- È il primo titolo in carriera per Struff.

### Doppio
Yuki Bhambri /  Albano Olivetti hanno sconfitto in finale  Andreas Mies /  Jan-Lennard Struff con il punteggio di 7-6(6), 7-6(5).